# 张家村街道
张家村街道，是中华人民共和国陕西省西安市碑林區下辖的一个乡镇级行政单位。

## 行政区划
张家村街道下辖以下地区：
军工社区、含光一社区、含光二社区、科研社区、鸿雁社区、交通社区、水文一社区、水文二社区、白庙社区、红缨社区、黄雁社区、融信社区、太白社区、西工大社区、西北大学社区、黄东社区、黄西社区、西何社区、边家村社区和白庙路社区。